# Каракудик (Іргізький район)
Каракуди́к (каз. Қарақұдық) — село у складі Іргізького району Актюбінської області Казахстану. Входить до складу Кумтогайського сільського округу.
Населення — 208 осіб (2021; 266 у 2009, 234 у 1999, 336 у 1989).